# Karate-Europameisterschaften 2000
Die 35. Karate-Europameisterschaften der European Karate Federation wurden vom 2. bis 4. Mai 2000 in Istanbul, Türkei ausgetragen.

## Medaillen Herren

### Einzel
| Kategorie     | Gold               | Silber                 | Bronze                                     |
| ------------- | ------------------ | ---------------------- | ------------------------------------------ |
| Kata          | Luca Valdesi       | Javier Hernández       | Stephane Mari                              |
| Kumite –60 kg | Cécil Boulesnane   | Hakan Yagli            | Ales Bruna David Luque Camacho             |
| Kumite –65 kg | Alexandre Biamonti | Hassan Abou El Alamein | Bahattin Kandaz Soufiane Sankhon           |
| Kumite –70 kg | Haldun Alagas      | Rida Bel Lahsen        | Junior Lefevre Z. Stojovic                 |
| Kumite –75 kg | Iván Leal          | Gennaro Talarico       | Klaudio Farmadin Rouslan Sijajev           |
| Kumite –80 kg | Yann Baillon       | Zeynel Celik           | Alejandro Arniaz Daniël Sabanovic          |
| Kumite +80 kg | Davide Benetello   | Okay Arpa              | Seydina Balde Georg Petermann              |
| Kumite Open   | Predrag Stojadinov | Oscar Vazquez Martins  | Konstantinos Papadopoulos Christophe Pinna |

### Mannschaft
| Kategorie | Gold       | Silber  | Bronze                          |
| --------- | ---------- | ------- | ------------------------------- |
| Kata      | Spanien    | Italien | Frankreich                      |
| Kumite    | Frankreich | England | Bosnien und Herzegowina Italien |

## Medaillen Damen

### Einzel
| Kategorie     | Gold             | Silber            | Bronze                                        |
| ------------- | ---------------- | ----------------- | --------------------------------------------- |
| Kata          | Roberta Sodero   | Myriam Szkudlarek | Miriam Cogolludo de la Herras                 |
| Kumite –53 kg | Nadia Mecheri    | Michela Nanni     | Nilüfer Gönenler Corinne Terrine              |
| Kumite –60 kg | Patricia Chereau | Sonia Gomez       | Carla Hoitinga Nurhan Firat                   |
| Kumite +60 kg | Katrina Lowe     | Lotta Berger      | Gloria Casanova Rodriguez Alexandra Witteborn |
| Kumite Open   | Yildiz Aras      | Karina Gansch     | Nathalie Leroy Petra Piskačová                |

### Mannschaft
| Kategorie | Gold       | Silber      | Bronze         |
| --------- | ---------- | ----------- | -------------- |
| Kata      | Frankreich | Italien     | Spanien        |
| Kumite    | Frankreich | Jugoslawien | Türkei England |

## Medaillenspiegel
| Platz | Land                    | Gold | Silber | Bronze | Gesamt |
| ----- | ----------------------- | ---- | ------ | ------ | ------ |
| 1     | Frankreich              | 8    | 2      | 7      | 17     |
| 2     | Italien                 | 3    | 4      | 1      | 8      |
| 3     | Spanien                 | 2    | 3      | 5      | 10     |
| 4     | Türkei                  | 2    | 3      | 4      | 9      |
| 5     | England                 | 1    | 1      | 1      | 3      |
|       | Jugoslawien             | 1    | 1      | 1      | 3      |
| 7     | Schweden                | 0    | 2      | 0      | 2      |
| 8     | Australien              | 0    | 1      | 1      | 2      |
| 9     | Niederlande             | 0    | 0      | 2      | 2      |
|       | Tschechien              | 0    | 0      | 2      | 2      |
| 11    | Bosnien und Herzegowina | 0    | 0      | 1      | 1      |
|       | Kroatien                | 0    | 0      | 1      | 1      |
|       | Deutschland             | 0    | 0      | 3      | 3      |
|       | Griechenland            | 0    | 0      | 1      | 1      |
|       | Russland                | 0    | 0      | 1      | 1      |
|       | Slowakei                | 0    | 0      | 1      | 1      |
|       | Niederlande             | 0    | 0      | 1      | 1      |
| Total | Total                   | 17   | 17     | 34     | 68     |